# Cantonul Požega-Slavonia
Cantonul Požega-Slavonia (în croată Požeško-slavonska županija) este una dintre cele 21 unități administrativ-teritoriale de gradul I ale Croației. Are o populație de 85.831 locuitori (2001). Reședința sa este orașul Požega. Cuprinde 5 orașe și 5 comune.